# Three O’Clock Blues
Three O’Clock Blues ist der Titel eines klassischen Bluessongs, der im Jahre 1946 von Lowell Fulson aufgenommen und sein erster großer Hit wurde.

## Entstehungsgeschichte

Lowell Fulson – Three O'Clock Blues (1948)

Die Entstehungsgeschichte des Originals ist unklar, weil Lowell Fulsons Musikproduzent und Plattenlabelinhaber Bob Geddins keine diskografischen Aufzeichnungen seiner Studioaufnahmen hinterließ. Es spricht vieles dafür, dass der Baritonsänger Lowell Fulson die Single Three O’Clock in the Morning / I'm Wild About You am 17. Juni 1946 in Oakland (Kalifornien) von Labelinhaber Bob Geddins in dessen Wohnzimmer produzieren ließ. Die bei BMI unter Lowell Fulson als Komponist registrierte Aufnahme wurde jedoch unter dem Titel Three O’Clock Blues zunächst im Oktober 1948 veröffentlicht (Down Beat 167), danach auf einem zweiten Label (Down Town 2002). Begleitet wurde er von seinem Bruder Martin Fulson (Gitarre). Nach einem 24 Sekunden dauernden Gitarren-Intro beginnt der Text mit Well now, it's three o'clock in the morning / And I can't even close my eyes. Der Protagonist kann morgens um drei Uhr nicht einschlafen, weil seine Geliebte verschwunden ist. Das schmerzt ihn so sehr, dass er suizidale Gedanken hegt. Es ist zwar ungewöhnlich, dass die Aufnahme mehr als zwei Jahre bis zur Veröffentlichung im Archiv verblieb, doch hatte Fulson im Jahre 1948 bereits den völlig anderen West Coast Bluesstil entwickelt.
Der zwölftaktige Blues gelangte im Oktober 1948 in die Billboard R&B-Hitparade, wo er Platz 6 erreichte und damit sein erster Hit wurde. Ein identischer Titel wurde bereits am 9. Mai 1938 von Monkey Joe auf Vocalion aufgenommen, doch handelt es sich dabei um einen vollkommen anderen Song.

## Coverversion von B. B. King

B. B. King – 3 O'Clock Blues (1951)

Komponist Lowell Fulson überließ die Rechte am Three O’Clock Blues dem im Memphis (Tennessee) als Discjockey beim Radiosender WDIA tätigen B.B. King.
Die Single Three O’Clock Blues / That Ain't The Way To Do It (RPM Records 339) – nunmehr mit B. B. King als Komponistenangabe – entstand in einem improvisierten Aufnahmestudio beim YMCA in Memphis, 245 Madison Avenue, im August 1951, vielleicht sogar schon am 27. Mai 1951. Anders als bei Lowell Fulson hatte diese Aufnahme ein vollständiges Arrangement mit der Besetzung B.B. King (Gesang/Gitarre), Richard Sanders und Adolph "Billy" Duncan (Tenorsaxophon), unbekannter Baritonsaxophonist, Phineas Newborn Jr. und Johnny Ace (Piano), Calvin Newborn (Gitarre), Phineas Newborn Sr. und Earl Forrest (Schlagzeug). Die Single kam im Dezember 1951 in die R&B-Charts und blieb fünf Wochen lang auf Platz 1. Seine erste Hitsingle avancierte zu einer der erfolgreichsten Rhythm-’n-Blues-Singles des Jahres 1952.
Bis zu seinem Tod blieb der Titel im Repertoire von B. B. King. Er selbst hat einige Versionen aufgenommen, darunter im Jahr 2000 eine auf „Riding with the King“ seinem gemeinsam mit Eric Clapton aufgenommenen Album.
B. B. King sagt in seiner Autobiographie über den Song:

„Ich wurde nicht reich und berühmt, aber in der Welt der schwarzen Musik wurde ich landesweit bekannt. Von jetzt an reichte mein Wirkungsbereich weit über Tennessee, Mississippi, Arkansas und Alabama hinaus.“

## Weitere Coverversionen
Vom Bluesklassiker gibt es lediglich zwölf Coverversionen, darunter von Love Sculpture (Oktober 1968) oder Eric Clapton & B. B. King (Juni 2000).